# Странрар
Странра̀р (на шотландски и на английски: Stranraer; на гаелски An t-Sròn Reamhar) е град в Южна Шотландия.

## География
Странрар е в област Дъмфрийс анд Голоуей. Градът е разположен по южния бряг на езерото Лох Райън на полуостров Търинс. Има пристанище. Отстои на 74 км западно от административния център на областта град Дъмфрийс. Крайна жп гара е на линията Ларгс-Странрар. Население 10 600 жители от преброяването през 2004 година.

## История
Гаелското название An t-Sròn Reamhar се превежда от английски като Дебелият нос (The Fat Nose). За година на основаване на града се смята 1511, когато е построен замъка „Сейнт Джон“.

## Архитектура
Сградата на общината е построена през 1776 година. Една от туристическите атракции на Странрар е замъка „Касъл Сейнт Джон“ (Castle St. John).

## Спорт
Представителният футболен отбор на града се казва ФК Странрар. Участвал е в шотландските Първа дивизия, Втора дивизия и Трета дивизия.

## Личности родени в Странрар
- Хенри Мейвър (1858 – 1915), шотландски електроинженер

## Фотогалерия
- Изглед от Странрар
- Езерото Лох Райън и Странрар
- Пристанището и ферибота на Странрар
- Част от пристанището на Странрар